# تيريز فورستر
كانت ماري تيريز فورستر (10 أغسطس 1786 - 3 يونيو 1862) معلمة وكاتبة ومراسلة ومحررة ألمانية. وُلدت في فيلنيوس في الكومنولث البولندي الليتواني، والدها جورج فورستر وأمها تيريز، وقضت طفولتها المبكرة في ماينتس. كان والدها نشطًا في جمهورية ماينتس الثورية، وفرّت مع والدتها من المدينة في أواخر عام 1792. بعد وفاة والدها، نشأت في كنف والدتها وزوج والدتها لودويغ فيرديناند هوبر. من عام 1801 حتى عام 1805، عاشت فورستر مع الكاتبة الهولندية السويسرية إيزابيل دي شاريير وتعاونت معها في كتابة رواية رسائلية. عملت فورستر بصفة معلمة ومربية حتى عام 1826، كانت بدايتها في مدرسة فيليب إيمانويل فون فيلنبرغ في هوفيل ثم عملت لصالح بعضٍ من عائلات الطبقة العليا. بعد وفاة والدتها عام 1829، عاشت فورستر مع عائلتها وعلمت بنات وأبناء إخوتها. من عام 1840، تعاونت مع جورج غوتفريد جيرفينوس في إنتاج أول طبعة كاملة من أعمال والدها، والتي نشرتها بروكهاوس في عام 1843. أمضت تيريز فورستر سنواتها الأخيرة مع ابنة أختها وتوفيت في ألبيسهايم وكان عمرها 75 عامًا.

## عملها في التعليم
عاشت تيريز فورستر مع والدتها فترةً من الوقت في عام 1806 إلى أن وجدت عملًا مع فيليب إيمانويل فون فيلنبرغ في مدرسته هوفيل حيث عملت من نوفمبر 1807 إلى يوليو 1809، خلفت في عملها المعلمة سيسيل فيلدرميث فعلّمت أطفال فون فيلنبرغ وأبناء أخيها غير الشقيق فيكتور هوبر. قرأت فورستر مع الأطفال وعلمتهم التاريخ والجغرافيا والرياضيات. وفي سياق تدربها في مجال التعليم، قرأت تقرير اللاهوتي والتربوي يوهان لودفيغ إيوالد حول مشروع مدرسة فون فيلنبرغ المشترك مع يوهان هاينريش بستالوتزي. لكنها استقالت في عام 1808، لأنها لم تكن راضية عن المبادئ التقييدية لصاحب العمل وشعرت أن عملها لم يحظ بالتقدير الكاف. من عام 1809 إلى عام 1810، عملت في لينشوتن في مملكة هولندا حيث علّمت أطفال بول ستريك فان لينشوتن، وهي وظيفة أمنتها والدتها سابقًا عندما بدأت فورستر العمل في هوفيل. عملت من عام 1811 إلى عام 1821 لصالح عائلة كارل فريدريش فون غولدبيك في برلين. ومن عام 1821 إلى عام 1826 عملت في آرنشتات وعلمت أطفال يوهان كارل غونثر، أمير إمارة شفارتسبورغ سوندرسهاوزن، شقيق الأمير الحاكم غونتر فريدريش كارل الأول.

## المراسلات مع والدتها والعودة إلى عائلتها
عاشت تيريز فورستر بعيدًا عن والدتها من عام 1801 إلى عام 1826، وظلا على اتصال مستمر عن طريق كتابة الرسائل، ومعظمها باللغة الفرنسية. عُرفت نحو 400 رسالة من تيريز هوبر إلى ابنتها وقرابة 8 من تيريز فورستر إلى والدتها. وكانت الرسائل تكتب كل أسبوعين في البداية، ثم باتت تُكتب كل أربعة أسابيع. ركزت رسائل الأم في البداية على تعليم الابنة، وتحول التركيز إلى المشورة المهنية والاهتمام بعمل الابنة في التعليم. وفي رسائل لاحقة، ظهرت معاملة أكثر ندية بين الأم وابنتها إذ قبلت الأم نصائح من ابنتها أيضًا. رسائل تيريز هوبر، التي تضمنت بعض ذكريات جورج فورستر مع تعليمات صريحة للحفاظ على هذه الرسائل، جعلت تيريز فورستر الوصي الأدبي لوالديها.
في عام 1826، عادت فورستر إلى والدتها في أوغسبورغ وعاشت معها حتى وفاة والدتها عام 1829، وساعدت في تعليم أطفال شقيقتها كلير، التي تزوجت من مدير الغابات السويسري غوتليب فون غرايرز. وانتقلت معهم إلى بايرويت في عام 1829. بعد وفاة أختها غير الشقيقة لويز فون هيردر في 1831، انتقلت للعيش مع زوج الأخيرة، المسؤول إميل فون هيردر، لتعليم أطفالهما أديل وفرديناند فون هيردر، الذين يعيشان مع العائلة في أوغسبورغ وإرلنغن.